# San Matías (Boliwia)
San Matías – miasto w Boliwii, w departamencie Santa Cruz, w prowincji Ángel Sandoval.